# Fieseler Fi 167
Il Fieseler Fi 167 era un aerosilurante, ricognitore/bombardiere biplano imbarcato prodotto dall'azienda tedesca Gerhard-Fieseler-Werke GmbH negli anni trenta e proposto come velivolo standard in dotazione alla portaerei della Kriegsmarine Graf Zeppelin.

## Storia del progetto
Nel 1937, con l'inizio della costruzione della prima portaerei della flotta tedesca , la Graf Zeppelin, vennero contattate Fieseler e l'Arado Flugzeugwerke GmbH a cui venne richiesto di produrre dei prototipi per un aerosilurante imbarcato. Dall'estate 1938 venne valutato dalla commissione esaminatrice assieme al concorrente, l'Arado Ar 195, in una serie di prove comparative risultando di impostazione più moderna e maggiormente indicato per ricoprire quel ruolo.
Dopo la costruzione dei due prototipi, a cui venne assegnata la denominazione Fi 167 V1 e Fi 167 V2, vennero costruiti 12 esemplari di preserie, i Fi 167 A-0, i quali differivano dai prototipi originali solo per una serie di piccole modifiche. Il velivolo superò di gran lunga tutti i requisiti richiesti, manifestando una eccellente manovrabilità e riuscendo a trasportare circa il doppio del carico bellico utile previsto dalle specifiche. Come il più famoso Fi 156 Storch, il Fi 167 possedeva delle sorprendenti capacità STOL e capacità di controllo alle basse velocità, riuscendo ad essere in grado di appontare quasi verticalmente su una portaerei in movimento.
Inoltre, in caso di ammaraggio di emergenza, il Fi 167 aveva la possibilità di separare il carrello d'atterraggio e dei compartimenti stagni ricavati nell'ala inferiore avrebbero permesso al velivolo di galleggiare per il tempo sufficiente per garantire l'uscita dall'abitacolo dei due membri dell'equipaggio.

## Impiego operativo
Dal momento che il completamento della Graf Zeppelin non era previsto prima della fine del 1940, alla produzione del Fi 167 venne data una bassa priorità. Quando poi la costruzione della Graf Zeppelin venne interrotta nel 1940, venne interrotta anche la produzione di ulteriori esemplari ed i Fi 167 già prodotti vennero presi in carico dalla Luftwaffe ed assegnati all'"Erprobungsgruppe 167".
Nel 1942, quando venne decisa la ripresa dei lavori di completamento della Graf Zeppelin, lo Ju 87 C assunse il ruolo di ricognitore/bombardiere e venne deciso che gli aerosiluranti non erano più necessari. Nove dei Fi 167 esistenti vennero quindi inviati a un reparto di guardia costiera nei Paesi Bassi per poi fare ritorno in Germania nell'estate del 1943. Successivamente vennero venduti allo Stato Indipendente di Croazia, che grazie alle proprie capacità di carico e di atterrare in spazi brevissimi (nelle giuste condizioni, l'Fi 167 poteva atterrare quasi verticalmente, prestazione condivisa anche da altri biplani come il Fireley Swordfish e il Polikarpov Po-2) li rese un velivolo ideale per il trasporto di munizioni e di altre forniture alle guarnigioni assediate dell'esercito croato tra il loro arrivo, nel mese di settembre 1944, e la fine della guerra. Durante una di queste missioni, nelle vicinanze di Sisak, il 10 ottobre 1944, un Fi 167 della Zrakoplovstvo Nezavisne Države Hrvatske, pilotato da Bazidar Bartulovic, un asso con otto vittorie, venne attaccato da un gruppo di cinque P-51 Mustang Mk III appartenenti al 213 Squadron RAF. Bartulovic riferì che i caccia britannici avevano condotto due attacchi, incendiando il suo velivolo e ferendolo alla testa. Ma il suo mitragliere, prima di lanciarsi con il paracadute, aveva risposto al fuoco e colpito uno dei Mustang. L'abbattimento - uno degli ultimi della guerra da parte di un velivolo biplano - fu confermato dai registri della RAF che dichiaravano che il sergente W.E. Mould, uno dei tre piloti che aveva rivendicato l'abbattimento di un Fieseler, nella zona di Martinska Ves, era stato a sua volta colpito e aveva dovuto compiere un atterraggio di emergenza durante il quale  il Mustang di Mould era andato distrutto.
Gli esemplari rimanenti vennero utilizzati dal Deutsche Versuchsanstalt für Luftfahrt (Istituto tedesco per la sperimentazione aerea) presso České Budějovice, in Cecoslovacchia, per testare differenti configurazioni di carrelli d'atterraggio. La grande superficie alare e, di conseguenza, la necessaria bassa velocità di atterraggio rendeva il Fi 167 ideale per questo compito, così, al fine di testare atterraggi con grandi carichi alari, ai due esemplari usati per le prove vennero rimosse le ali inferiori mantenendo solamente la struttura di supporto per i carrelli.

## Esemplari attualmente esistenti
Attualmente non si conosce alcun esemplare sopravvissuto.

## Utilizzatori
Croazia
- Kroatische Luftwaffen Legion

ricevettero tra gli 8 ed i 12 esemplari nel settembre 1944.
 Germania
- Luftwaffe

 Romania
- Forțele Aeriene Regale ale României